# Eaux troubles (film, 2006)
Pour les articles homonymes, voir Eaux troubles.

Eaux troubles (Sommer '04) est un film allemand réalisé par Stefan Krohmer et sorti en 2006.

## Fiche technique
- Titre original : Sommer '04
- Réalisation : Stefan Krohmer
- Scénario : 	Daniel Nocke
- Producteur : Katrin Schlösser[1]
- Lieu de tournage : Schleswig-Holstein[2]
- Photographie : Patrick Orth
- Montage : Gisela Zick
- Musique : Ellen McIlwaine
- Durée : 97 minutes
- Dates de sortie :
  - 20 mai 2006 (France)
  - 19 octobre 2006 (Allemagne)

## Distribution
- Martina Gedeck : Miriam Franz
- Robert Seeliger : Bill Ginger
- Svea Lohde : Livia
- Peter Davor : André
- Lucas Kotaranin : Nils
- Nicole Marischka : Grietje
- Gábor Altorjay : Daniel
- Michael Benthin : Arzt

## Festivals
- 2006 : Présentation au Festival de Cannes 2006
- 2006 : Présentation au Festival international du film de Toronto
- 2007 : Présentation au Festival international du film de Berlin
- 2007 : Présentation au Festival international du film de Karlovy Vary[3]